# Bertus Meulenkamp
Egbertus Maria (Bertus) Meulenkamp (Kampen, 3 mei 1918 – 's-Gravenhage, Waalsdorpervlakte, 29 februari 1944) was een Nederlands verzetsstrijder tijdens de Tweede Wereldoorlog.

## Biografie
Bertus Meulenkamp werd geboren in Kampen, als zoon van sigarensorteerder Egbertus Meulenkamp en Hendrika Maria van Engelen. Meulenkamp was machinebankwerker van beroep.

### Tweede Wereldoorlog
Tijdens de oorlog werd Meulenkamp lid van de Oranje Vrijbuiters. Deze verzetsgroep was in 1941 opgericht door zijn broer Frits Meulenkamp en Klaas Postma. Meulenkamp regelde onder meer distributiekaarten voor onderduikers. Bij een inval op het hoofdkantoor op de Nieuwegracht in Utrecht, op 24 augustus 1943, werd Bertus Meulenkamp, samen met enkele andere leden van de verzetsgroep, gearresteerd. In de dagen en weken daarna volgden meer arrestaties. Alle gearresteerde leden werden overgebracht naar het Oranjehotel in Scheveningen. Meulenkamp zat van 27 augustus 1943 tot 29 februari 1944 gevangen in cel 327.
Op 28 februari 1944 volgde een proces waarbij 18 leden van de Oranje Vrijbuiters, onder wie Meulenkamp, ter dood werden veroordeeld. Hij werd op 29 februari 1944 op de Waalsdorpervlakte gefusilleerd.
Na de oorlog vond een herbegrafenis plaats op Begraafplaats Tolsteeg in Utrecht. De achttien verzetsstrijders werden begraven in negen graven. Meulenkamp deelt een graf met Heinz Loewenstein. Op 10 mei 1947 werd aldaar een monument onthuld.

## Eerbetoon
- Zijn naam staat vermeld op de Erelijst van Gevallenen 1940-1945.[7]
- Zijn naam staat vermeld op het Monument voor de Oranje Vrijbuiters.[8]
- Zijn naam staat vermeld op het digitaal Monument Oranjehotel.[9]